# سویونو
سویونو (به صربی: Sevojno) یک منطقهٔ مسکونی در صربستان است که در ناحیه زلاتیبور واقع شده‌است. سیواجنو ۱۹٫۵۹ کیلومتر مربع مساحت و ۷٬۱۰۱ نفر جمعیت دارد.